# Билије (Изер)
Билије (фр. Bilieu) је насељено место у Француској у региону Рона-Алпи, у департману Изер.
По подацима из 2011. године у општини је живело 1292 становника, а густина насељености је износила 192,55 становника/km².

## Демографија
| 1962. | 1968. | 1975. | 1982. | 1990. | 2011. |
| ----- | ----- | ----- | ----- | ----- | ----- |
| 301   | 296   | 326   | 510   | 741   | 1.292 |